# Coelorachis aurita
Coelorachis aurita är en gräsart som först beskrevs av Ernst Gottlieb von Steudel, och fick sitt nu gällande namn av Aimée Antoinette Camus. Coelorachis aurita ingår i släktet Coelorachis, och familjen gräs. Inga underarter finns listade i Catalogue of Life.